# 福坦莫環境法評論
《福坦莫環境法評論》（Fordham Environmental Law Review）是一份1989年起發行的學術期刊。該期刊每年出版一次，內容涵蓋環境法、立法和公共政策。目前，期刊的主編是April Collaku。據2012年的期刊引證報告指，《福坦莫環境法評論》的影響因子為9.4。

## 資料來源
1. ↑  Law Journals: Submissions and Ranking

## 外部連結
- 官方网站